# Adrien Delahante (1788-1854)
Pour les articles homonymes, voir Adrien Delahante.
Adrien Delahante (Paris, 16 mars 1788 - Mâcon, 7 juin 1854) est un administrateur et financier français.

## Biographie

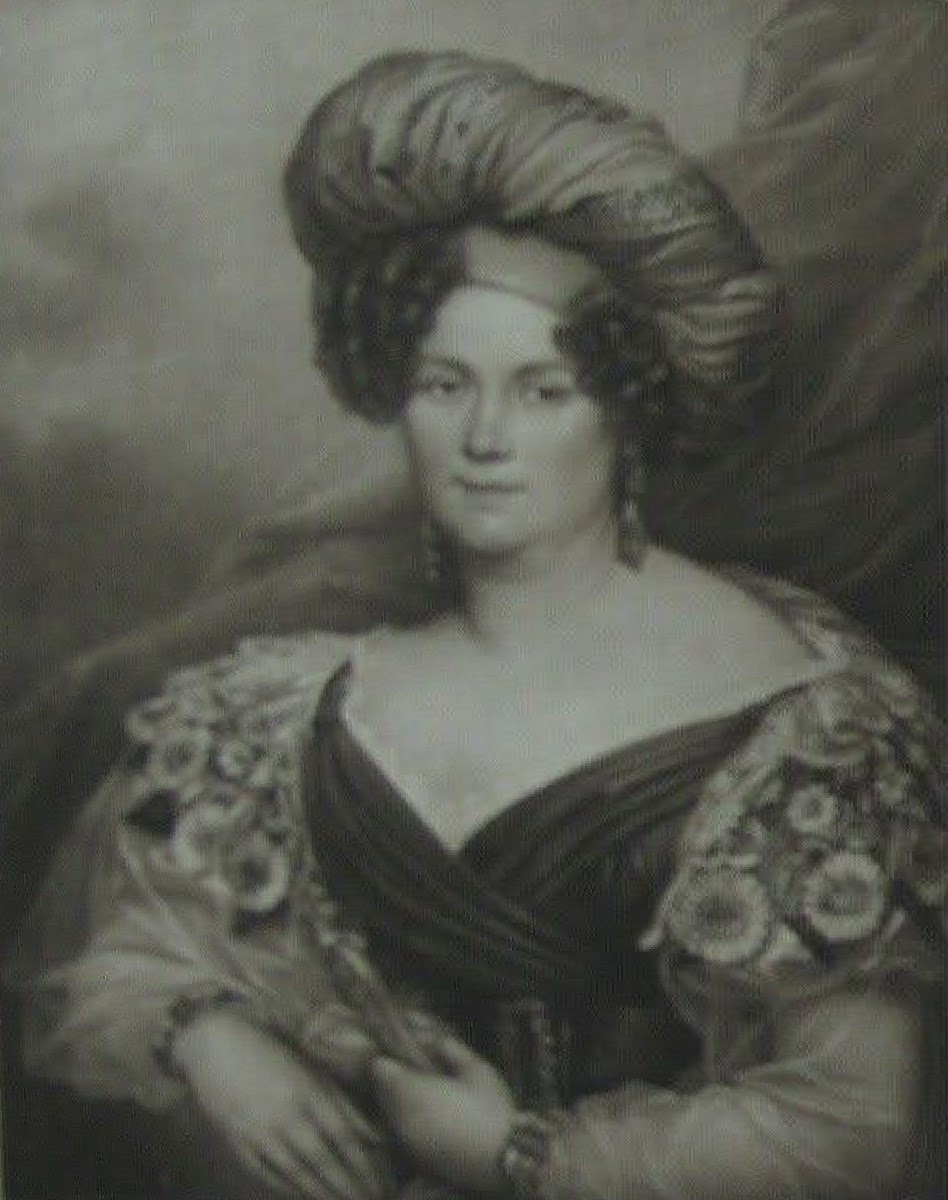
Mme Sophie Delahante, née Alexandrine-Charlotte-Sophie Brossin de Saint-Didier

Fils d'Étienne-Marie Delahante et d'Adélaïde de Parseval, il entre au ministère du Trésor public en 1806 sous le ministre Mollien et y devient chef de bureau. Il est nommé auditeur au Conseil d'État en 1810.
Receveur général des finances de Saône-et-Loire de 1814 à 1831, puis du Rhône de 1832 à 1854, il est un membre influent du Syndicat des receveurs généraux.
Banquier à Lyon, Paris et Mâcon, Delahante s'intéresse à diverses activités financières et industrielles. Financier du canal de Givors, il est président du Syndicat du canal de Givors. Il prend part à la création de la Compagnie des salines et mines de sel de l'Est en 1826, de la Banque de Lyon en 1835, de la Compagnie du chemin de fer de Paris à Orléans en 1838, dont il sera également le financier. Il devient aussi associé-commanditaire de la maison de Haute Banque parisienne de Waru en 1838.
Financier de la Compagnie des mines de la Loire, il entre au Conseil des Mines réunies de Saint-Étienne en 1845.
Il préside de la Compagnie des Bateaux à vapeur de la Seine.
Propriétaire de vignobles à Chénas, il s'y fait construire un château en 1821.
Il meurt le 7 juin 1854 à Mâcon, à bord d'un bateau à vapeur allant de Lyon à Chalons. 
Gendre du général Gabriel-Jacques-François Brossin de Saint-Didier, il est le père d'Adrien Delahante, de Gustave Delahante et de Paul Delahante, ainsi que le beau-père du baron Armand-François de Gravier (d'où Marguerite de Blic) et d'Adolphe Laurens de Waru.
Il était l'ami d'Alphonse de Lamartine qui prononcera son éloge funèbre.

## Distinction
- Chevalier de la Légion d'honneur (18 aout 1819)[2]

## Publications
- Observations sur la théorie des impôts en général, et sur l'application de cette théorie aux droits sur les boissons (1830)

## Pour approfondir